# Altenburg (Felsberg)
Altenburg ist der nach Einwohnerzahl der kleinste Stadtteil von Felsberg im nordhessischen Schwalm-Eder-Kreis.

## Geographie
Die Gemarkung des Stadtteils umfasst 7.3819 ha, auf denen nur ca. 30 Menschen leben. Bei Altenburg mündet die Schwalm in die Eder. Nachbarorte sind Lohre, Rhünda und Gensungen.
Die Hauptattraktion des Ortes ist die Ruine der wohl bereits im 11. Jahrhundert errichteten Altenburg mit ihrem schlanken Bergfried.

## Geschichte

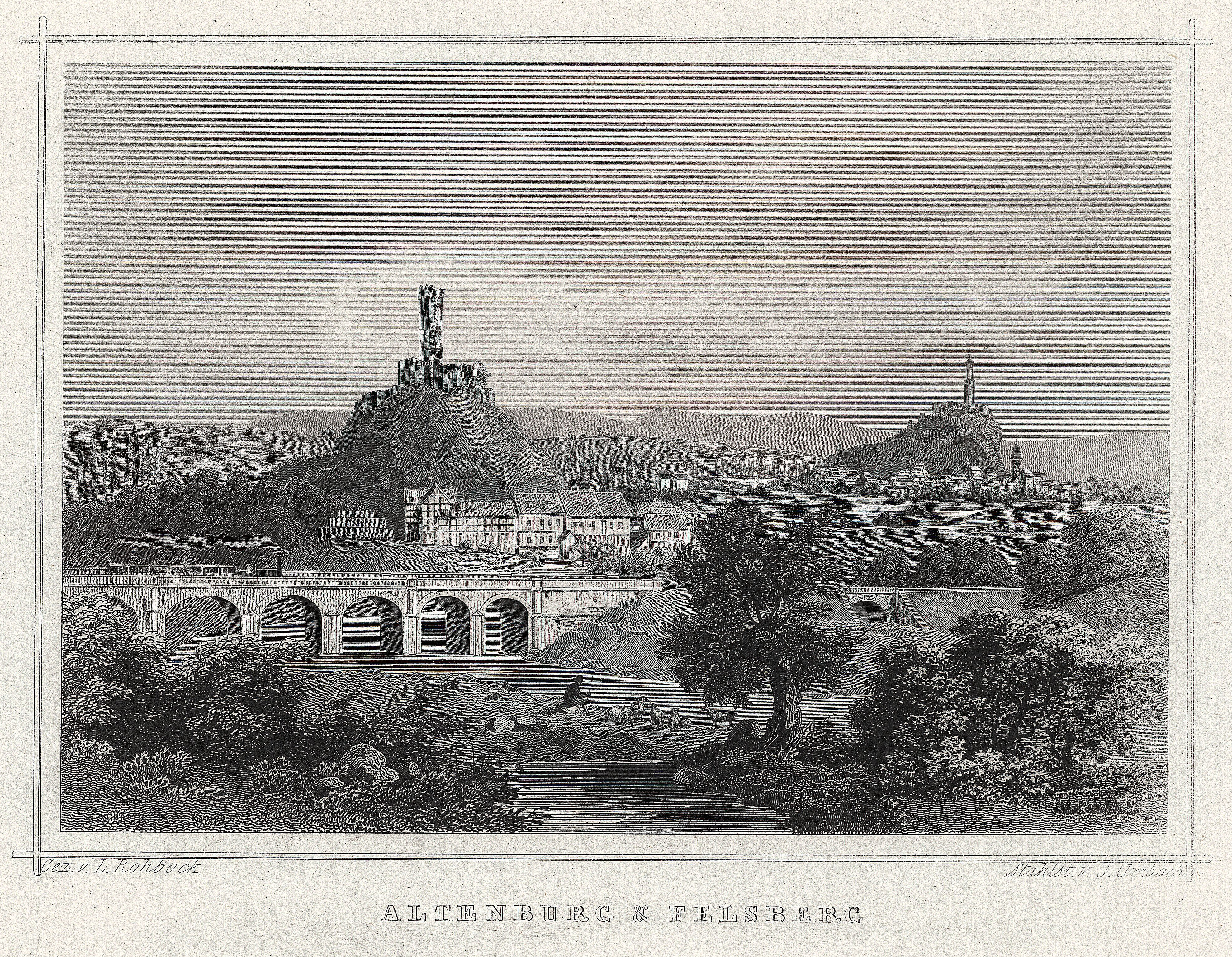
Burgruine Altenburg und ein Personenzug des 19. Jahrhunderts

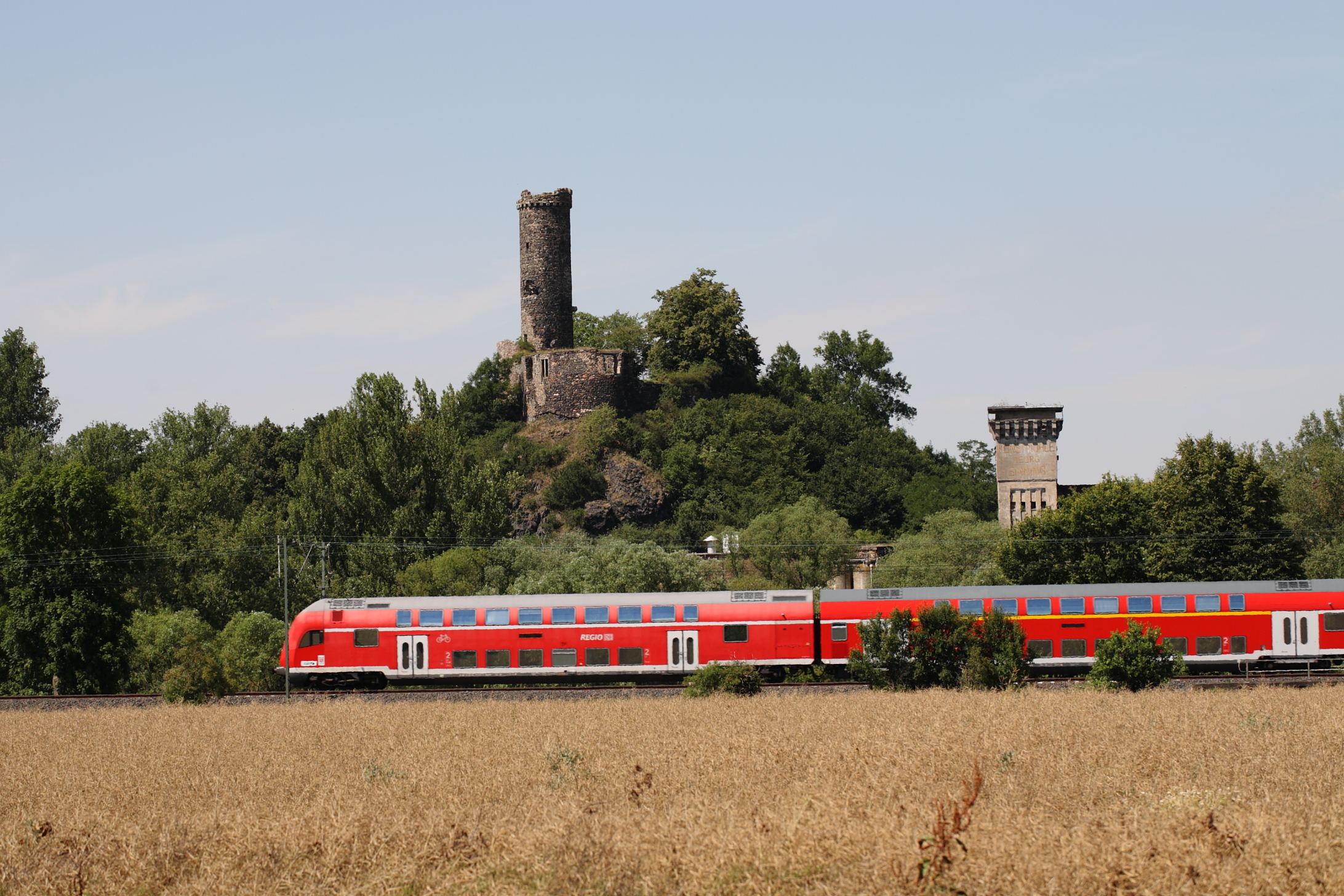
Burgruine Altenburg und ein RegionalExpress

Die älteste bekannte Erwähnung von Altenburg erfolgte im Jahr 1322 unter dem Namen „Aldinberg“ in einer Urkunde, in der Landgraf Otto I. von Hessen mit der Familie „von Besse“ Güter tauschte.
Zum 31. Dezember 1971 wurde Altenburg im Zuge der Gebietsreform in Hessen auf freiwilliger Basis in die Stadt Felsberg eingemeindet. Für Altenburg  wurde, wie für alle eingegliederten ehemals eigenständigen Gemeinden von Felsberg, ein Ortsbezirk  mit Ortsbeirat und Ortsvorsteher nach der Hessischen Gemeindeordnung gebildet.

## Bevölkerung
Einwohnerstruktur 2011
Nach den Erhebungen des Zensus 2011 lebten am Stichtag, dem 9. Mai 2011, in Altenburg 33 Einwohner. Darunter waren keine Ausländer. Nach dem Lebensalter waren 6 Einwohner unter 18 Jahren, 18 zwischen 18 und 49, 3 zwischen 50 und 64 und 6 Einwohner waren älter. Die Einwohner lebten in 18 Haushalten. Davon waren 9 Singlehaushalte, keine Paare ohne Kinder und 6 Paare mit Kindern, sowie 3 Alleinerziehende und keine Wohngemeinschaften. In 6 Haushalten lebten ausschließlich Senioren und in 12 Haushaltungen lebten keine Senioren.
Einwohnerentwicklung
- 1585: 15 Haushaltungen[2]
- 1747: 10 Haushaltungen[2]

| Altenburg: Einwohnerzahlen von 1834 bis 2020 | Altenburg: Einwohnerzahlen von 1834 bis 2020 | Altenburg: Einwohnerzahlen von 1834 bis 2020 | Altenburg: Einwohnerzahlen von 1834 bis 2020 | Altenburg: Einwohnerzahlen von 1834 bis 2020 |
| --- | -------------------------------------------- | -------------------------------------------- | -------------------------------------------- | -------------------------------------------- |
| Jahr |                                              |                                              |                                              | Einwohner                                    |
| 1834 | 1834                                         |                                              | 191                                          | 191                                          |
| 1840 | 1840                                         |                                              | 187                                          | 187                                          |
| 1846 | 1846                                         |                                              | 190                                          | 190                                          |
| 1852 | 1852                                         |                                              | 188                                          | 188                                          |
| 1858 | 1858                                         |                                              | 140                                          | 140                                          |
| 1864 | 1864                                         |                                              | 146                                          | 146                                          |
| 1871 | 1871                                         |                                              | 123                                          | 123                                          |
| 1875 | 1875                                         |                                              | 132                                          | 132                                          |
| 1885 | 1885                                         |                                              | 100                                          | 100                                          |
| 1895 | 1895                                         |                                              | 78                                           | 78                                           |
| 1905 | 1905                                         |                                              | 82                                           | 82                                           |
| 1910 | 1910                                         |                                              | 91                                           | 91                                           |
| 1925 | 1925                                         |                                              | 104                                          | 104                                          |
| 1939 | 1939                                         |                                              | 82                                           | 82                                           |
| 1946 | 1946                                         |                                              | 117                                          | 117                                          |
| 1950 | 1950                                         |                                              | 104                                          | 104                                          |
| 1956 | 1956                                         |                                              | 95                                           | 95                                           |
| 1961 | 1961                                         |                                              | 76                                           | 76                                           |
| 1967 | 1967                                         |                                              | 71                                           | 71                                           |
| 1980 | 1980                                         |                                              | ?                                            | ?                                            |
| 1990 | 1990                                         |                                              | ?                                            | ?                                            |
| 2000 | 2000                                         |                                              | ?                                            | ?                                            |
| 2007 | 2007                                         |                                              | 38                                           | 38                                           |
| 2011 | 2011                                         |                                              | 33                                           | 33                                           |
| 2014 | 2014                                         |                                              | 32                                           | 32                                           |
| 2020 | 2020                                         |                                              | 39                                           | 39                                           |
| Datenquelle: Historisches Gemeindeverzeichnis für Hessen: Die Bevölkerung der Gemeinden 1834 bis 1967. Wiesbaden: Hessisches Statistisches Landesamt, 1968. Weitere Quellen: Stadt Felsberg; Zensus 2011 |                                              |                                              |                                              |                                              |

Historische Religionszugehörigkeit
| • 1885: | 92 evangelische (= 92,00 %), ein anderes christliche-konfessioneller (= 1,00 %), sieben jüdische (= 7,00 %) Einwohner |
| • 1961: | 68 evangelische (= 89,47 %), fünf katholische (= 6,58 %) Einwohner                                                    |

## Politik
Für Altenburg besteht ein Ortsbezirk (Gebiete der ehemaligen Gemeinde Altenburg) mit Ortsbeirat und Ortsvorsteher nach der Hessischen Gemeindeordnung.
Der Ortsbeirat besteht aus drei Mitgliedern. Bei den Kommunalwahlen in Hessen 2021 betrug die Wahlbeteiligung zum Ortsbeirat 55,56 %. Alle Kandidaten gehörten der „Wählergemeinschaft Altenburg“ an. Der Ortsbeirat wählte Eren Erol zum Ortsvorsteher.

## Persönlichkeiten
- Hans von Boineburg-Lengsfeld (1889–1980), Generalleutnant der Wehrmacht im Zweiten Weltkrieg; lebte und starb in Altenburg